# 10170 Petrjakeš
A 10170 Petrjakeš (ideiglenes jelöléssel 1995 DA1) a Naprendszer kisbolygóövében található aszteroida. Miloš Tichý és Zdeněk Moravec fedezték fel 1995. február 22-én.